# Поулсен, Микаэль
Микаэль Поулсен (англ. Michael Poulsen; род. 1 апреля 1975) — датский музыкант, основатель и лидер группы Volbeat.

## Биография
Микаэль Поулсен родился 1 апреля 1975 года в Слагельсе, недалеко от Копенгагена. Родители Микаэля привили ему интерес к творчеству исполнителей рок-н-ролла — Элвиса Пресли, Джонни Кэша, Чака Берри и Джерри Ли Льюиса, а в подростковом возрасте он открыл для себя хард-рок и хэви-метал в лице таких коллективов, как Metallica, Iron Maiden, Whitesnake, Black Sabbath, Iced Earth и Deep Purple.
В 17 лет Поулсен ушёл из дома и отправился в Копенгаген, где основал свою первую группу Dominus, игравшую дэт-метал в духе основоположников этого стиля — Death. В период с 1994 по 2000 год Dominus записали четыре студийных альбома, но в конечном итоге Микаэль устал и пресытился дэт-металом до такой степени, что ушёл из Dominus, и в 2001 году группа прекратила своё существование.
Результатом творческих поисков музыканта стала группа Volbeat, играющая оригинальное сочетание хэви-метала и рокабилли. С 2005 года по настоящее время коллектив выпустил пять студийных альбомов, получивших признание музыкальных критиков и занявших лидирующие места в хит-парадах стран Северной и Западной Европы.
В 2006 году Volbeat были номинированы на премию Steppeulven в категории «Лучшая молодая группа», а сам Поулсен — в категориях «Лучший вокалист» и «Лучший композитор». В 2008 году последовали номинации на Danish Music Awards: три — в категориях «Группа года», «Альбом года» и «Рок-альбом года» — для Volbeat, и одна — в категории «Лучший певец» — для лидера группы.
В ноябре 2009 года Поулсен потерял сознание во время концерта Volbeat в Нидерландах. Музыкант был доставлен в больницу с диагнозом эмоциональное выгорание. В марте 2010 года, после успешного восстановления, Микаэль женился на своей подруге Лене Шён. Церемония бракосочетания состоялась в Мемфисе, в поместье Элвиса Грейсленд. В 2015 году пара развелась, а новой подругой Микаэля Поулсена стала Жанет Карлсен. В 2017 году в семье родилась дочь, а в 2021-м — сын.